# Cap Ortegal
Pour les articles homonymes, voir Ortegal (homonymie).
Le cap Ortegal (en espagnol et galicien : cabo Ortegal) est un cap situé dans la commune de Cariño, sur la côte nord de la Galice, en Espagne. Il constitue la limite occidentale du golfe de Gascogne.
Il dispose d'un phare, installé en 1984.

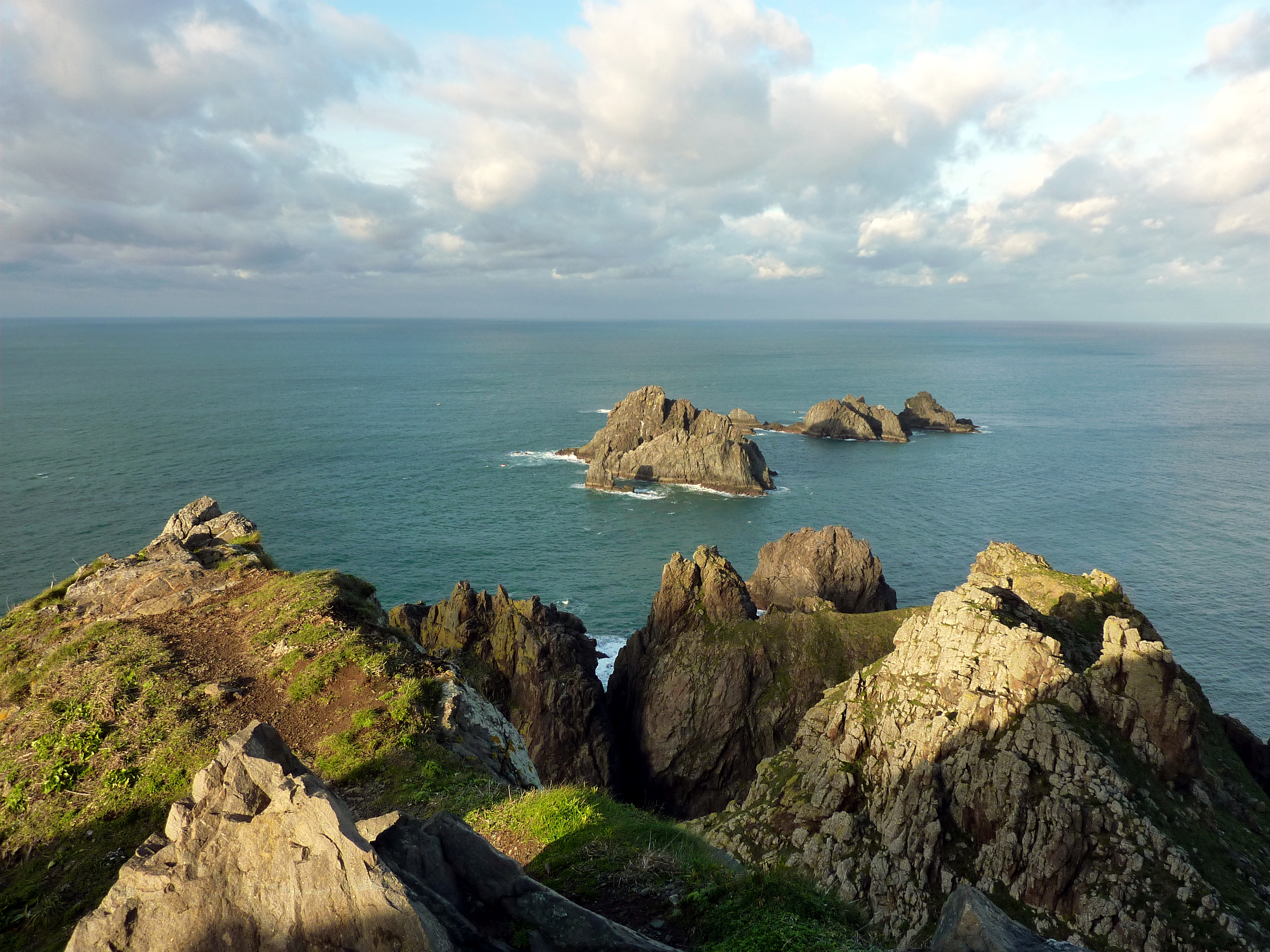
Cap Ortegal